# Телгате
Телга̀те (на италиански: Telgate; на ломбардски: Telgat, Телгат) е градче и община в Северна Италия, провинция Бергамо, регион Ломбардия. Разположено е на 191 m надморска височина. Населението на общината е 5083 души (към 2017 г.).